# جامع النهدين
جامع دار الرئاسة والمعروف أيضاً ب «جامع النهدين»، هو جامع يقع داخل حرم مبنى دار الرئاسة (القصر الرئاسي) في مديرية السبعين بصنعاء، وفيه كان الرئيس اليمني الراحل علي عبد الله صالح يؤدي بين الحين والآخر صلوات الجمعة والاعياد الدينية والوطنية مع كبار مسؤولي الدولة، ويعرف الجامع بإسم «جامع النهدين» نسبة لجبل النهدين الاستراتيجي المطل من جهة الجنوب على دار الرئاسة الكائنة جنوب وسط العاصمة صنعاء. وقد اشتهر الجامع بعد عملية التفجير الذي استهدفته في محاولة لاغتيال الرئيس علي عبد الله صالح، وذلك أثناء تأديته وكبار مسؤولي الدولة وحزب المؤتمر الشعبي العام الحاكم آنذاك، صلاة أول جمعة من شهر رجب 1432 هجرية الموافق 3 يونيو 2011 في الجامع، وأصيب جراء التفجير الرئيس صالح ورئيس مجلس النواب يحيى الراعي ورئيس مجلس الوزراء علي محمد مجور ورئيس مجلس الشورى عبد العزيز عبد الغني ونائب رئيس مجلس الوزراء رشاد العليمي وعدد آخر من قيادات الدولة والحزب الحاكم إصابات بالغة وحروق جسيمة، أُسعفوا على إثرها لتلقي العلاج الأولى في مجمع العرضي الطبي وسط العاصمة صنعاء ثم في غضون 3 أيام إلى السعودية، ويُعد هذا الحادث من أهم الأحداث التي شهدتها اليمن ضمن احتجاجات 2011 في اليمن المعروفة ب«ثورة الشباب». وقد تعافى الرئيس صالح ومعظم المسؤولين الذين أصيبوا في الحادثة فيما توفي عبد العزيز عبد الغني في وقت لاحق. وقد وصفت عملية تفجير جامع الرئاسة بأنها «جريمة القرن في اليمن»، كما أدان مجلس الأمن الدولي عملية تفجير الجامع في القرار رقم 2014 حول اليمن واعتبرها جريمة إرهابية 2014.